# آندره رامالیو
آندره رامالیو (پرتغالی: André Ramalho؛ زادهٔ ۱۶ فوریهٔ ۱۹۹۲) بازیکن فوتبال اهل برزیل است.
از باشگاه‌هایی که در آن بازی کرده‌است می‌توان به باشگاه فوتبال لیفرینگ، باشگاه فوتبال بایر ۰۴ لورکوزن، و باشگاه فوتبال ردبول زالتسبورگ اشاره کرد.